# Nepenthes deaniana
Nepenthes deaniana is een vleesetende bekerplant uit de familie Nepenthaceae. De soort is endemisch in de Filipijnen. Hij is alleen aangetroffen op een hoogte van 1180 tot 1296 meter op de hellingen van Thumb Peak, een relatief kleine, ultramafische berg nabij Puerto Princesa in Palawan. Er zijn geen variëteiten of natuurlijke hybriden van de soort bekend.

## Beschrijving
In tegenstelling tot de meeste Nepenthes-soorten is N. deaniana geen klimplant. De stengel meet 20 tot 30 centimeter en heeft een doorsnede van 4 tot 5 centimeter. De bladeren meten 6 tot 12 bij 3,5 tot 4 centimeter. De rank die het blad met de vangbeker verbindt is 10 tot 15 centimeter. De vangbeker is 6 tot 9 centimeter hoog en 2,3 tot 3,5 centimeter wijd. Het peristoom (bekerrand) is 5 tot 8 millimeter breed. De operculum (deksel) is min of meer hartvormig.
... · 
N. alata · 
N. albomarginata · 
N. ampullaria · 
N. argentii · 
N. aristolochioides · 
N. attenboroughii · 
N. bicalcarata · 
N. bokorensis · 
N. bongso · 
N. boschiana · 
N. burkei · 
N. campanulata · 
N. chaniana · 
N. danseri · 
N. deaniana · 
N. densiflora · 
N. diatas · 
N. distillatoria · 
N. edwardsiana · 
N. ephippiata · 
N. gracilis · 
N. gymnamphora · 
N. hirsuta · 
N. inermis · 
N. insignis · 
N. jamban · 
N. khasiana · 
N. lamii · 
N. leyte · 
N. lingulata · 
N. lowii · 
N. macfarlanei · 
N. macrophylla · 
N. madagascariensis · 
N. masoalensis · 
N. maxima · 
N. mirabilis · 
N. monticola · 
N. northiana · 
N. ovata · 
N. peltata · 
N. pervillei · 
N. pitopangii · 
N. rafflesiana · 
N. rajah ·
N. rhombicaulis · 
N. rosea ·
N. sanguinea · 
N. sibuyanensis · 
N. spathulata · 
N. tenax · 
N. tenuis · 
N. veitchii ·
N. ventricosa ·
N. vieillardii ·
N. villosa · 
...